# Deacon (semovente)
L'AEC Mk. I Gun Carrier, conosciuto anche come Deacon, era un veicolo corazzato da combattimento britannico realizzato durante la seconda guerra mondiale. Venne impiegato esclusivamente durante la campagna del Nordafrica.

## Storia
Il Deacon venne sviluppato nel 1942 per fornire all'esercito britannico, che operava su quel teatro, un sistema anticarro mobile che offrisse una maggiore protezione rispetto ai portee in servizio. La base del veicolo era costituita da un telaio di un Matador sul cui cassone veniva montato un pezzo di artiglieria Ordnance QF 6 lb da 57 mm completo di scudo corazzato. La cabina del Matador veniva sostituita da una casamatta corazzata che proteggeva sia la posizione del guidatore che il motore. Il caricatore e il cannoniere venivano protetti dallo scudo del pezzo. La produzione iniziò nel dicembre del 1942 e in totale ne furono prodotti 175.

## Impiego
Il veicolo fu utilizzato nella sola campagna del Nord Africa dove operò con una certa efficacia. Alla conclusione di questa campagna vennero immediatamente ritirati dal servizio e in parte trasformati in trasporto munizioni corazzati. Alcuni esemplari furono ceduti alla Turchia.